# 354

354(삼백오십사)는 353보다 크고 355보다 작은 자연수다.

## 수학
- 합성수로, 그 약수는 1, 2, 3, 6, 59, 118, 177, 354다. 진약수의 합은 366이므로, 354는 과잉수다.
  - 제곱 인수가 없는 18번째 과잉수다. 이 성질을 지닌 앞의 수는 330, 다음 수는 366이다. (OEIS의 수열 A087248)
- 37번째 쐐기수다. 앞의 쐐기수는 345, 다음 쐐기수는 357이다.
- {\displaystyle 354=92+117+145}
  - 연속하는 세 오각수의 합으로 나타낼 수 있는 수다. 이 성질을 지닌 앞의 수는 279, 다음 수는 438이다.
- {\displaystyle 354=1^{4}+2^{4}+3^{4}+4^{4}}
  - 연속하는 네 자연수의 네제곱합으로 나타낼 수 있는 가장 작은 수다. 이 성질을 지닌 다음 수는 978이다.
- {\displaystyle 7^{29}-1}은 354로 나누어떨어진다.

## 과학
- NGC 354(영어판): 물고기자리 방향에 있는 막대나선은하.
- 354 엘레오노라(영어판): 소행성.

## 교통
- 일본 354번 국도(일본어판): 군마현 다카사키시에서 이바라키현 호코타시까지 이어지는 일본의 국도.
- 현도 제354호선

## 군사
- U-354(영어판, 독일어판): 제2차 세계 대전에 사용된 나치 독일의 군용 잠수함.

## 문화유산
- 대한민국의 보물 제354호: 천안 천흥사지 오층석탑
- 대한민국의 사적 제354호: 서울 탑골공원

## 방송
- KT HCN의 채널i 채널 번호.

## 기타
- 연도: 354년, 기원전 354년